# Quitter la nuit
Quitter la nuit is een Belgisch-Canadees-Franse dramafilm uit 2023, geschreven en geregisseerd door Delphine Girard, in haar speelfilmdebuut. De film is gebaseerd op haar 17 minuten durende korte film Une soeur uit 2020, met eveneens Veerle Baetens in de hoofdrol.

## Verhaal
Een vrouw die in gevaar is, belt op een avond de noodcentrale waarbij Anna opneemt. Door de acties die volgen, wordt de man, Dary, gearresteerd en kan de vrouw, Aly, in veiligheid gebracht worden. Naarmate de weken verstrijken en de politie op zoek gaat naar bewijs, blijft dit incident Anna en Dary achtervolgen.

## Rolverdeling
| Acteur            | Personage |
| ----------------- | --------- |
| Veerle Baetens    | Anna      |
| Anne Dorval       | Laurence  |
| Selma Alaoui      | Aly       |
| Guillaume Duhesme | Dary      |
| Adèle Wismes      | Lulu      |

## Release en ontvangst
Quiiter la Nuit ging op 5 september 2023 in première op het Filmfestival van Venetië waar hij Publieksprijs won in de nevencompetitie Giornate degli Autori. De film kreeg overwegend positieve kritieken van de filmcritici, met een score van 88% op Rotten Tomatoes, gebaseerd op 8 beoordelingen. De film werd in januari 2024 ook geselecteerd voor het Filmfestival Oostende en verscheen vanaf februari 2024 in de Belgische bioscopen.

## Prijzen en nominaties
De belangrijkste:
| Jaar | Prijs                    | Categorie                           | Genomineerde(n)                     | Uitslag  |
| ---- | ------------------------ | ----------------------------------- | ----------------------------------- | -------- |
| 2023 | Filmfestival van Venetië | Publieksprijs Giornate degli Autori | Publieksprijs Giornate degli Autori | Gewonnen |